# Distrito de Contumazá

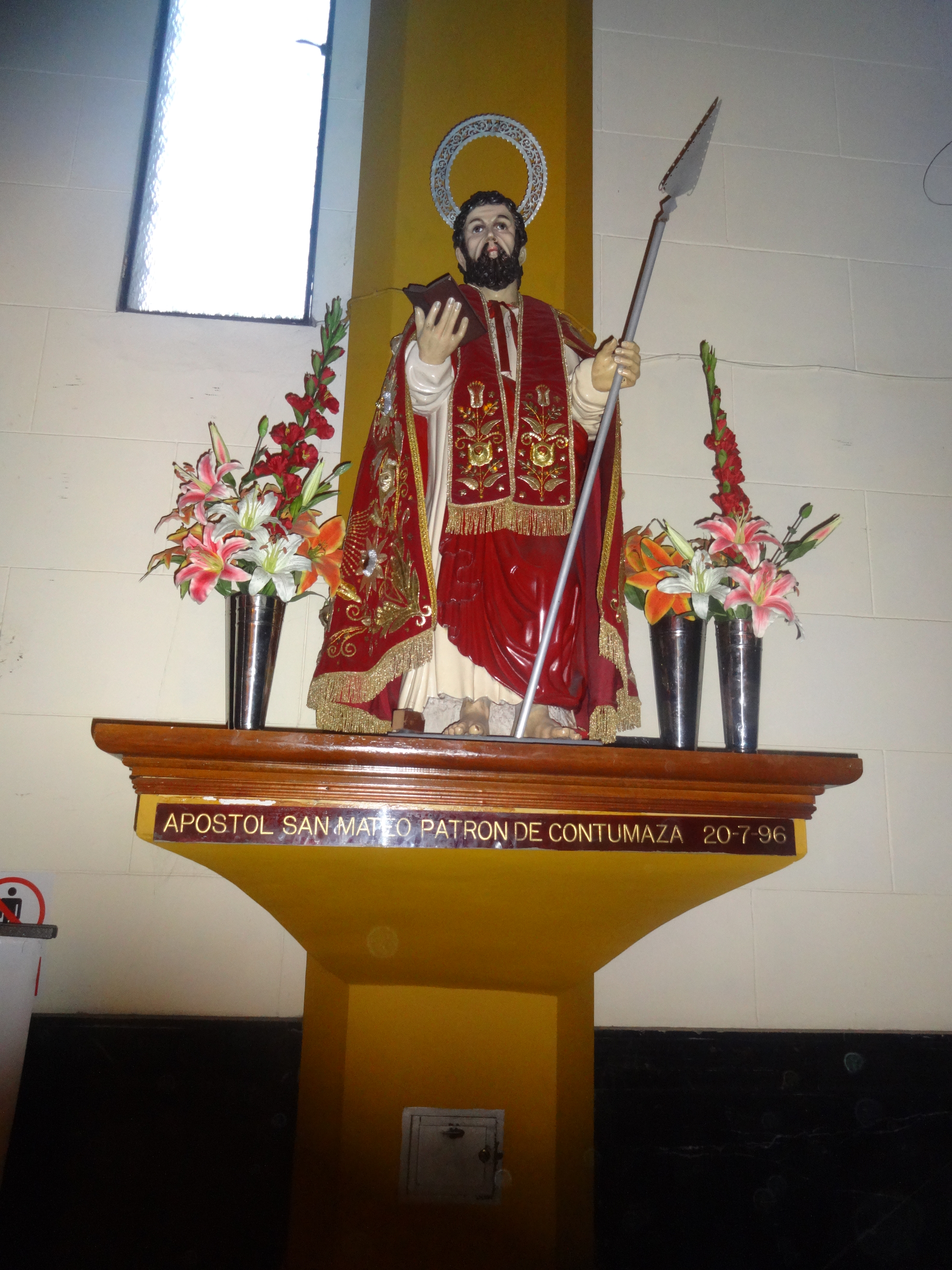
San Mateo, Patrón de Contumazá

El Distrito de Contumazá es uno de los ocho que conforman la Provincia de Contumazá, ubicada en el Departamento de Cajamarca, bajo la administración del Gobierno regional de Cajamarca, en el norte del Perú.
Desde el punto de vista jerárquico de la Iglesia católica forma parte de la Diócesis de Cajamarca, sufragánea de la Arquidiócesis de Trujillo.

## Historia
El distrito de Contumazá fue creado por Simón Bolívar en 1825 como parte de la Provincia de Cajamarca y ratificado por la ley transitoria de las municipalidades del 2 de enero de 1857.[cita requerida]

## Geografía
- Ríos: Jequetepeque
- Lagos: Erie.

## Capital
Tiene como capital al pueblo de Contumazá. Se encuentra ubicada a una altura 2 674 m s. n. m.

## Autoridades

### Municipales
- 2019 - 2022[2]
  - Alcalde: Oscar Daniel Suárez Aguilar, de Alianza para el Progreso.
  - Regidores:

  1. Ercules Gilver Mostacero Zocon (Alianza para el Progreso)
  2. Gilmer Humberto Leiva Cáceres (Alianza para el Progreso)
  3. Juanito Alejandro Lescano Castillo (Alianza para el Progreso)
  4. Rosa Susana Castillo Vergara (Alianza para el Progreso)
  5. Jhina Isamar Alcantara Díaz (Alianza para el Progreso)
  6. Segundo Belisario León León (Acción Popular)
  7. José Nicolás León Trujillo (Partido Aprista Peruano)

### SUBPREFECTO PROVINCIAL
- SR. JHORDANNO ALVAREZ MURRUGARRA

```
 MINISTERIO DEL INTERIOR
```

## Festividades
- 21 de septiembre: Fiesta Patronal en honor a San Mateo.